# Indasclera burmanica
Indasclera burmanica es una especie de coleóptero de la familia Oedemeridae.

## Distribución geográfica
Habita en  Birmania.